# Стерео (албум)
Стерео је трећи студијски албум српског рок састава Лаки Пингвини. Објављен је 1995. године под окриљем издавачке куће ПГП РТС на аудио касети и компакт диск формату. На албуму се налази десет песама поп и рок жанра, а оне су снимане у студију Мачак, јануара 1995. године у Београду.

## Песме
| Бр. | Назив песме                           | Трајање |
| --- | ------------------------------------- | ------- |
| 1.  | Мала, велика                          | 04:41   |
| 2.  | Шта би дао бре (cantaloop)            | 05:00   |
| 3.  | Хајде да будемо сами                  | 03:14   |
| 4.  | Вештица                               | 03:27   |
| 5.  | Драган, Марко и Виолета (Empty frame) | 04:35   |
| 6.  | Покрени ме                            | 03:27   |
| 7.  | Лола                                  | 03:39   |
| 8.  | Играм, пева...                        | 04:00   |
| 9.  | Крај                                  | 04:47   |
| 10. | Благо морских дубина                  | 06:06   |

### Информације
- Аранжман и продукција: Лаки Пингвини
- Сниматељ: Саша Микић
- Бас: Раде Булатовић Чеја
- Бубњеви, дизајн: Зоран Обрадовић Ћера
- Гитара: Драгутин Јаковљевић Гута
- Клавијатуре: Иван Алексијевић
- Микс: Бранко Маћић
- Музика: Александар Родић (траке 6 и 10), Раде Булатовић (траке 1, 3, 4 и 8)
- Фотографија: Милан Ђаков
- Труба: Марко Ђорђевић
- Вокали: Ђорђе Драгојловић